# Cesta krve
Cesta krve je dvoudílná kniha Jiřího Kulhánka, vydaná v roce 1996 (první část – Dobrák), respektive v roce 1997 (druhá část – Cynik).
Veškeré výtisky knihy byly vyprodány. Poté, co autor knihu prohlásil za nepovedené dílo, nepovolil její dotisk a z knihy se stal sběratelský kousek.
Tato kniha zpracovává dvě ohraná témata (mimozemšťané a zombie) netradičním způsobem, čímž se stává přes nijak zvlášť duchaplný námět neuvěřitelně čtivou, tomu také napomáhá vybroušený černý (leckdy dosti brutální) humor.

## Děj
Část první – Dobrák
Děj se odehrává kolem roku 2060 na českém území, tedy aspoň jeho počátek. Svět oné doby je plný ekoterorismu, vybuchující neekologická auta jsou na denním pořádku.
Hlavním hrdinou je Maxmilián, pomocný redaktor ekologického plátku, který si jednoho dne vybere dovolenou a jede do hor na chatu po svém dědečkovi. Následné dny je napaden vlky, je sice vyzbrojen, ovšem neodvažuje se vlky zastřelit, a to právě kvůli zmíněnému ekoterorismu. O několik dní později se s vlky a vším kolem stane něco podivného, ze všech živočichů se stanou tzv. „mrtváci“, zombie schopná například si otevřít dveře. Hlavní rozdíl mezi klasickými hororovými zombie a těmito mrtváky je v tom, že ačkoli mrtváci vznikali z živých tvorů, tak se nemnoží pohryzáním. Maxmilián se po jisté době dilematu sebevražda/nesebevražda rozhodne vyzbrojit, přežít a zjistit, co se to vlastně stalo.
První Maxmiliánova cesta vede do Plzně, cestou zjišťuje, že se na obloze občas objevuje něco podivného, co si sám pro sebe nazve popelnice. Podle vzhledu usuzuje na mimozemšťany a během vyzbrojování v Plzni se přesvědčí, že tito mimozemšťané nejsou přátelští. Jedna "popelnice" se ho pokusí zabít a bohužel pro něj se ukáže, že spolupracuje s dalšími. Naštěstí vyvázne a navíc se setká s dalším přeživším člověkem, což je kluk, který má za sebou evidentně šok (sněhobílé vlasy a ztráta řeči). A poté následuje další dozbrojení v plzeňských kasárnách a výběr cíle: předpokládané tajné vojenské továrny, která by měla pracovat na nějakém supermoderním a superúčinném vozidle. Továrnu nakonec nalezne, jedno z vozidel dokončí (jde o pokročilý model štábního vozidla, v knize je to silně předimenzovaný obrněný transportér Alvis Saladin) a zamíří s ním a Jonášem (jak říká klukovi) do střední Afriky. Tam čeká, že by mohlo v tamních lesích přežít více lidí, což se ukáže jako správný předpoklad. S těmito lidmi naváže přátelský kontakt a rozhodne se s mimozemšťany skoncovat.